# Bruno Hussar
André Hussar (Il Cairo, 5 maggio 1911 – Gerusalemme, 8 febbraio 1996) è stato un religioso egiziano; di fede ebraica, si convertì al Cattolicesimo e si fece frate domenicano con il nome di fra Bruno.
È il fondatore di NSWAS, un kibbutz nel quale convivono pacificamente Ebrei e Palestinesi.

## Biografia
André Hussar (nome anagrafico) nacque in Egitto da padre ebreo e madre ebrea (l'uno ungherese, l'altra francese); divenne cittadino di Israele e si convertì al cattolicesimo divenendo prete (da quel giorno prese il nome di Bruno) e vedendo la propria vita come una marcia per la pace.
Dopo una prima educazione inglese in Egitto, frequentò al Cairo il liceo italiano.
In Francia, a Parigi, si laureò in ingegneria dicendo che l'unica ambizione rimastagli era quella di aiutare le persone e costruire "ponti" fra loro.
A ventidue anni, privo di ogni educazione religiosa (i suoi non erano praticanti), incontrò Cristo: da quel momento prese avvio la sua strada singolare, da ebreo a discepolo di Gesù.
Fondò a Gerusalemme la Casa di Sant'Isaia, centro domenicano di studi ebraici, e poi Nevè Shalom, il "villaggio per la pace", dove vivono insieme ebrei e palestinesi di diverse professioni religiose: ebraica, cristiana, musulmana.